# يواكيم هالوبكزوك
يواكيم هالوبكزوك (بالبولندية: Joachim Halupczok) مواليد 3 يونيو 1968 في بولندا - الوفاة 5 فبراير 1994 في أوبولي، بولندا، كان دراج بولندي في صنف سباق الدراجات على الطريق. سبق أن شارك في دورة الألعاب الأولمبية الصيفية وفاز بميدالية أولمبية.

## الميداليات
| الميدالية | المسابقة                       |
| --------- | ------------------------------ |
| فضية      | الألعاب الأولمبية الصيفية 1988 |

## روابط خارجية
- يواكيم هالوبكزوك على موقع أرشيف الدراجات (الإنجليزية)
- يواكيم هالوبكزوك على موقع إحصائيات الدراجات الإحترافية (الإنجليزية)
- يواكيم هالوبكزوك على موقع CycleBase (الإنجليزية)
- يواكيم هالوبكزوك على موقع أوليمبيديا (الإنجليزية)
- يواكيم هالوبكزوك على موقع اللجنة الأولمبية البولندية (مؤرشف) (البولندية)